# Brano Đukanović
Brano Đukanović (Belgrado, 21 de marzo de 1995) es un baloncestista serbio. Con 1,94 metros de estatura, juega en la posición de alero en las filas del Club Ourense Baloncesto de la Liga LEB Plata. Es primo del también baloncestista, Đukan Đukanović.

## Trayectoria deportiva
Es un jugador formado en el Estrella Roja, que tras unos buenos años como Junior, donde fue internacional con la selección nacional de Serbia, el paso a senior le costó más, y pasó por varios equipos sin excesivo protagonismo (Radnicki, FMP) y jugaría durante dos temporadas en las filas del KK Metalac.
Tras una primera temporada allí (15/16), donde el equipo jugaba Liga Adriática y era un jugador con rol de segunda unidad. La segunda campaña, Metalac sufrió bastantes cambios, con una remodelación a la baja, y Djukanovic asumió galones “rompiendo” con unas medias de 21.6pt, 2.1re, 1.6as en 34min, en un Metalac que quedó 9.º de 14 equipos en la primera fase de una KLS sin los mejores 4 equipos serbios, que entran en una segunda fase con los otros 4 mejores de esa Liga Regular. Por lo cual el título de máximo anotador de la primera fase, debe ir entrecomillado, porque prácticamente los mejores jugadores de la KLS se lo dividen los potentes equipos que participan en la liga Adriática.
En agosto de 2017 firmaría por el Força Lleida Club Esportiu de la LEB Oro.
En verano de 2018, firma por el TAU Castelló de la LEB Oro, en el que estaría durante dos temporadas.
En la temporada 2020-21, juega en las filas del BC Kalev/Cramo, donde disputa la KML League y la VTB League.
El 20 de septiembre de 2021, firma por el Atomerőmű SE de la NB I/A, la primera categoría del baloncesto húngaro. Brano jugaría en el equipo húngaro hasta enero de 2022.
El 31 de enero de 2022, firma por el Club Ourense Baloncesto de la Liga LEB Plata.